# Jonathan Skjöldebrand
Jonathan Skjöldebrand, född 2 augusti 1983 i Safed, Israel, är en israelisk-svensk basketspelare,  som två säsonger spelade i Södertälje BBK, nu[när?] i Clinicas Rincont i spanska 2:a ligan.
Skjöldebrand är en 204 centimeter lång forward, han har dubbelt medborgarskap (svensk-israelisk) och har bott i Israel under hela sin uppväxt. Hans far Lorentz Skjöldebrand är svensk och spelade basket på högsta nivå i bland annat Alvik Basket på 1970-talet.
Skjöldebrand blev i maj 2007 uttagen i Sveriges herrlandslag i basket. Men hans klubblag Södertälje BBK ville inte att han ställde upp utan krävde att han stannade utomlands. Han spelade för Södertälje BBK på så kallad artistskatt av skatteskäl och fick inte komma tillbaka in i Sverige förrän i slutet av augusti 2007; annars skulle det ha kostat klubben för mycket pengar. Förutsättningen för artistskatten är att den skattskyldige efter sex månaders vistelse i Sverige måste hålla sig utomlands lika länge. Sedan dess har han tagit sig in i landslaget och spelat 13 A-landskamper.
Skjöldebrand lämnade Södertälje BBK inför säsongen 2008/2009 för Clinicas Rincont i spanska 2:a ligan.
Skjöldebrand spelade i Hapoel Galil Elyon (2003–2006) och Ramat Hasharon (2007) i den israeliska högsta ligan åren innan han kom till Sverige. Han spelade även under en kort period (8 matcher) i Kouvot Kouvola i den finska högsta ligan 2007.